# Atletism la Jocurile Olimpice de vară din 2020 - Aruncarea suliței (masculin)
Proba masculină de aruncare a suliței de la Jocurile Olimpice de vară din 2020 a avut loc în perioada 4-7 august 2021 pe Stadionul Național al Japoniei.

## Recorduri
Înaintea acestei competiții, recordurile mondiale și olimpice erau următoarele:
| Record           | Atlet                     | Rezultat | Loc            | Data           |
| ---------------- | ------------------------- | -------- | -------------- | -------------- |
| Recordul mondial | Jan Železný (CZE)         | 98,48 m  | Jena, Germania | 25 mai 1996    |
| Recordul olimpic | Andreas Thorkildsen (NOR) | 90,57 m  | Beijing, China | 23 august 2008 |

## Program
Orele sunt ora Japoniei (UTC+9) 
| Data                    | Oră   | Etapă      |
| ----------------------- | ----- | ---------- |
| Miercuri, 4 august 2021 | 9:00  | Calificări |
| Sâmbătă, 7 august 2021  | 19:00 | Finala     |

## Rezultate

### Calificări
S-au calificat în finală cei care au reușit o aruncare de cel puțin 83,50 m (C) sau atleții cu cele mai bune 12 rezultate (c).
| Loc | Grupă | Atlet                                                      | Țară                       | 1     | 2     | 3     | Distanță | Note   |
| --- | ----- | ---------------------------------------------------------- | -------------------------- | ----- | ----- | ----- | -------- | ------ |
| 1   | A     | Neeraj Chopra                                              | India                      | 86,65 | —     | —     | 86,65    | C      |
| 2   | A     | Johannes Vetter                                            | Germania                   | 82,04 | 82,08 | 85,64 | 85,64    | C      |
| 3   | B     | Arshad Nadeem                                              | Pakistan                   | 78,50 | 85,16 | —     | 85,16    | C      |
| 4   | B     | Jakub Vadlejch                                             | Cehia                      | 79,27 | 78,96 | 84,93 | 84,93    | C, SB  |
| 5   | A     | Lassi Etelätalo                                            | Finlanda                   | 84,50 | —     | —     | 84,50    | C}, SB |
| 6   | B     | Julian Weber                                               | Germania                   | 84,41 | —     | —     | 84,41    | C      |
| 7   | A     | Alexandru Novac                                            | România                    | 83,27 | 80,90 | x     | 83,27    | c, SB  |
| 8   | A     | Vítězslav Veselý                                           | Cehia                      | x     | 83,04 | x     | 83,04    | c, SB  |
| 9   | B     | Aliaksei Katkavets                                         | Belarus                    | 81,08 | 81,73 | 82,72 | 82,72    | c      |
| 10  | B     | Andrian Mardare                                            | Republica Moldova          | 80,69 | 78,95 | 82,70 | 82,70    | c      |
| 11  | A     | Pavel Mialeshka                                            | Belarus                    | x     | 82,17 | 82,64 | 82,64    | c      |
| 12  | A     | Kim Amb                                                    | Suedia                     | 82,40 | 79,87 | x     | 82,40    | c, SB  |
| 13  | A     | Ihab Abdelrahman                                           | Egipt                      | 81,67 | 81,92 | x     | 81,92    |        |
| 14  | A     | Edis Matusevičius                                          | Lituania                   | 79,50 | 81,24 | 80,13 | 81,24    |        |
| 15  | B     | Anderson Peters                                            | Grenada                    | 80,42 | 79,71 | 78,28 | 80,42    |        |
| 16  | B     | Keshorn Walcott                                            | Trinidad și Tobago         | 76,13 | 79,13 | 79,33 | 79,33    |        |
| 17  | B     | Oliver Helander                                            | Finlanda                   | 78,81 | x     | x     | 78,81    |        |
| 18  | A     | Gatis Čakšs                                                | Letonia                    | x     | 78,73 | 78,02 | 78,73    |        |
| 19  | B     | Takuto Kominami                                            | Japonia                    | 72,56 | 78,39 | 78,07 | 78,39    |        |
| 20  | A     | Cyprian Mrzygłód                                           | Polonia                    | x     | x     | 78,33 | 78,33    |        |
| 21  | B     | Curtis Thompson                                            | Statele Unite ale Americii | 78,20 | 78,09 | 77,89 | 78,20    |        |
| 22  | A     | Norbert Rivasz-Tóth                                        | Ungaria                    | 77,76 | 77,11 | x     | 77,76    |        |
| 23  | A     | Rocco van Rooyen                                           | Africa de Sud              | 77,41 | 74,40 | 74,99 | 77,41    |        |
| 24  | B     | Julius Yego                                                | Kenya                      | x     | x     | 77,34 | 77,34    | SB     |
| 25  | A     | Huang Shih-feng                                            | Taipeiul Chinez            | 76,17 | x     | 77,16 | 77,16    |        |
| 26  | A     | fi⁠(Toni Kuusela)[Kuusela&page=fi&targettitle=fi traduceți] | Finlanda                   | 72,75 | 76,96 | x     | 76,95    |        |
| 27  | B     | Shivpal Singh                                              | India                      | 76,40 | 74,80 | 74,81 | 76,40    |        |
| 28  | B     | Marcin Krukowski                                           | Polonia                    | x     | 74,65 | x     | 74,65    |        |
| 29  | B     | Odei Jainaga                                               | Spania                     | 73,11 | 70,77 | x     | 73,11    |        |
| 30  | B     | Cheng Chao-tsun                                            | Taipeiul Chinez            | 68,18 | 71,20 | x     | 71,20    |        |
| 31  | B     | Bernhard Seifert                                           | Germania                   | x     | x     | 68,30 | 68,30    |        |
|     | A     | Michael Shuey                                              | Statele Unite ale Americii | x     | x     | x     | FM       |        |

### Finală
| Loc | Atlet              | Țară              | 1     | 2     | 3     | 4                        | 5                        | 6                        | Distanță | Note |
| --- | ------------------ | ----------------- | ----- | ----- | ----- | ------------------------ | ------------------------ | ------------------------ | -------- | ---- |
| 1   | Neeraj Chopra      | India             | 87,03 | 87,58 | 76,79 | x                        | x                        | 84,24                    | 87,58    |      |
| 2   | Jakub Vadlejch     | Cehia             | 83,98 | x     | x     | 82,86                    | 86,67                    | x                        | 86,67    | SB   |
| 3   | Vítězslav Veselý   | Cehia             | 79,73 | 80,30 | 85,44 | x                        | 84,98                    | x                        | 85,44    | SB   |
| 4   | Julian Weber       | Germania          | 85.30 | 77,90 | 78,00 | 83,10                    | 85,15                    | 75,72                    | 85,30    | SB   |
| 5   | Arshad Nadeem      | Pakistan          | 82,40 | x     | 84,62 | 82,91                    | 81,98                    | x                        | 84,62    |      |
| 6   | Aliaksei Katkavets | Belarus           | 82,49 | 81,03 | 83,71 | 79,24                    | x                        | x                        | 83,71    |      |
| 7   | Andrian Mardare    | Republica Moldova | 81,16 | 81,73 | 82,84 | 81,90                    | 83,30                    | 81,09                    | 83,30    |      |
| 8   | Lassi Etelätalo    | Finlanda          | 78,43 | 76,59 | 83,28 | 79,20                    | 79,99                    | 83,05                    | 83,28    |      |
| 9   | Johannes Vetter    | Germania          | 82,52 | x     | x     | Nu a avansat mai departe | Nu a avansat mai departe | Nu a avansat mai departe | 82.52    |      |
| 10  | Pavel Mialeshka    | Belarus           | 82,28 | 79,34 | 78,13 | Nu a avansat mai departe | Nu a avansat mai departe | Nu a avansat mai departe | 82,28    |      |
| 11  | Kim Amb            | Suedia            | 77,22 | 78,31 | 79,69 | Nu a avansat mai departe | Nu a avansat mai departe | Nu a avansat mai departe | 79,69    |      |
| 12  | Alexandru Novac    | România           | 77,03 | 79,29 | x     | Nu a avansat mai departe | Nu a avansat mai departe | Nu a avansat mai departe | 79,29    |      |